# Vidua orientalis
Vidua orientalis là một loài chim trong họ Viduidae.